# Dicerorhinus sumatrensis
Il rinoceronte di Sumatra (Dicerorhinus sumatrensis G. Fischer, 1814), uno dei cinque rinoceronti esistenti, è una specie della famiglia dei Rinocerotidi. È l'unica specie del genere Dicerorhinus Gloger, 1841.
Con un'altezza al garrese di 120 - 145 centimetri, una lunghezza di 250 centimetri e un peso di 500 - 800 chilogrammi, è di gran lunga il rinoceronte più piccolo. Come le specie africane, è dotato di due corni; quello sul naso, di maggiori dimensioni, è lungo solitamente 15 - 25 centimetri, mentre l'altro è quasi sempre ridotto a un moncone. Gran parte del corpo è ricoperta da una peluria marrone-rossastra.
Questo animale un tempo abitava le foreste pluviali, le paludi e le foreste della nebbia di India, Bhutan, Bangladesh, Birmania, Laos, Thailandia, Malaysia e Indonesia. In tempi storici si incontrava anche nelle regioni sud-occidentali della Cina, specialmente nel Sichuan. Ora è gravemente minacciato e in natura ne rimangono solamente sei popolazioni di maggiore entità: quattro a Sumatra, una nel Borneo e un'altra nella Malesia peninsulare. Il numero degli esemplari è difficile da valutare, poiché è una creatura solitaria che si sposta molto attraverso il proprio areale, ma è stato stimato che ne rimangano meno di 275. Il declino del rinoceronte di Sumatra va attribuito in prevalenza al bracconaggio per i suoi corni, di grandissimo valore nella medicina tradizionale cinese, valutati sul mercato nero non meno di 30.000 US$. Inoltre questa specie ha sofferto molto per la perdita dell'habitat: le foreste in cui viveva, infatti, sono state abbattute per ricavarne legname o per fare spazio alle coltivazioni.
Al di fuori del periodo del corteggiamento e dell'allevamento dei piccoli, il rinoceronte di Sumatra si rivela una creatura solitaria. È la specie di rinoceronte più loquace e inoltre comunica con i propri simili calpestando il suolo con i piedi, piegando piccoli alberi o depositando escrementi. Conosciamo molto meglio le abitudini di questo rinoceronte rispetto a quelle del parimenti minacciato rinoceronte di Giava, soprattutto grazie ai 40 esemplari mantenuti in cattività allo scopo di salvaguardare la specie, nonostante le poche informazione sulle procedure che avrebbero aiutato l'allevamento ex situ. Sebbene un certo numero di rinoceronti sia morto una volta arrivato nelle varie destinazioni, e non sia stata prodotta alcuna prole per quasi 20 anni, i rinoceronti erano comunque tutti condannati nella loro foresta d'origine a causa del disboscamento in atto. Nel marzo 2016, un rinoceronte di Sumatra (della sottospecie del Borneo) è stato avvistato nel Borneo indonesiano.
Il ministero dell'Ambiente indonesiano ha avviato un conteggio ufficiale dei rinoceronti di Sumatra nel febbraio 2019, che dovrebbe essere completato in tre anni. Gli ultimi rinoceronti di Sumatra, maschio e femmina, conosciuti della Malesia sono morti rispettivamente a maggio e a novembre 2019. La specie è ora considerata estinta localmente in Malesia e sopravvive solamente in Indonesia. Ne restano meno di 80. Secondo il World Wildlife Fund, il loro numero è di 30 esemplari.

## Tassonomia e sistematica

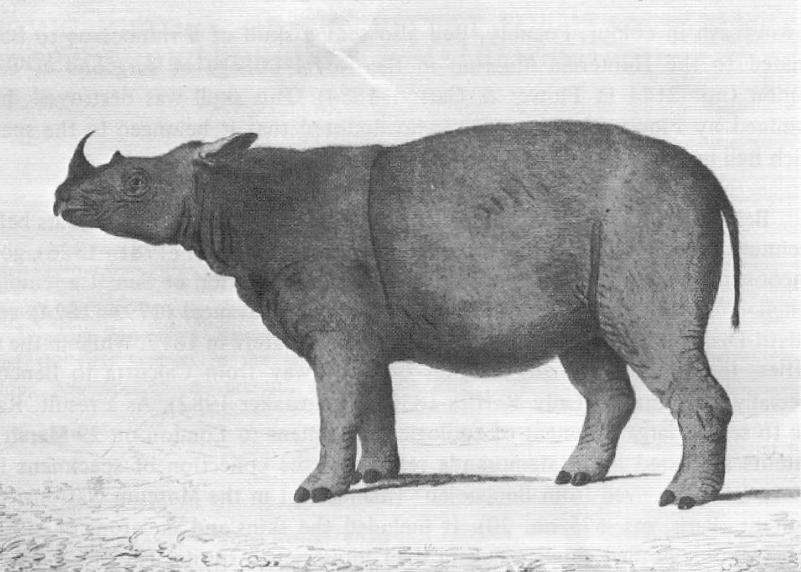
Disegno raffigurante il primo rinoceronte di Sumatra noto agli studiosi occidentali (William Bell, 1793).

Il primo esemplare di rinoceronte di Sumatra di cui si abbia notizia venne ucciso in una località a 16 chilometri di distanza da Fort Marlborough, nei pressi della costa occidentale di Sumatra, nel 1793. Alcune raffigurazioni dell'animale e una descrizione scritta vennero inviate all'allora presidente della Royal Society di Londra, il naturalista Joseph Banks, che nello stesso anno pubblicò uno studio sull'esemplare. Fu solo nel 1814, comunque, che la specie ricevette un nome scientifico, da parte di Johann Fischer von Waldheim, uno scienziato tedesco curatore del Museo Statale Darwin di Mosca (Russia).
Il nome scientifico Dicerorhinus sumatrensis deriva dai termini greci di (δι, «due»), cero (κέρας, «corno») e rhinos (ρινος, «naso»). Il nome sumatrensis deriva invece da Sumatra, l'isola indonesiana su cui questa specie venne scoperta per la prima volta. In origine Carlo Linneo aveva classificato tutti i rinoceronti nel genere Rhinoceros e proprio per questo motivo il primo nome con cui venne chiamata la specie fu Rhinoceros sumatrensis. Poiché aveva due corni, però, nel 1828 Joshua Brookes ritenne giusto classificare il rinoceronte di Sumatra in un genere distinto da Rhinoceros, che comprende solo specie con un unico corno, a cui dette nome Didermocerus. Nel 1841 Constantin Wilhelm Lambert Gloger propose il nome Dicerorhinus. John Edward Gray, invece, nel 1868, propose di chiamarlo Ceratorhinus. Negli anni successivi il nome che ricevette maggior fortuna fu Didermocerus, quello proposto per primo, ma nel 1977 il Codice internazionale di nomenclatura zoologica stabilì che bisognava utilizzare il nome Dicerorhinus.
Il rinoceronte di Sumatra viene suddiviso in tre sottospecie:
- il D. s. sumatrensis, noto come rinoceronte di Sumatra occidentale, di cui rimangono solo 170-230 esemplari, in gran parte distribuiti nei parchi nazionali di Bukit Barisan Selatan e Gunung Leuser a Sumatra.[1] Altri 75 esemplari sopravvivono nella Malesia peninsulare. I fattori che più minacciano questa sottospecie sono la distruzione dell'habitat e il bracconaggio. Tra i rinoceronti delle zone occidentali e orientali di Sumatra è presente una leggera differenza genetica.[18] In passato gli esemplari della penisola malese venivano attribuiti a un'altra sottospecie, D. s. niger, ma successivamente è stata verificata la loro stretta parentela con gli esemplari più occidentali di Sumatra;[2]
- il D. s. harrissoni, noto come rinoceronte di Sumatra orientale o rinoceronte del Borneo, un tempo molto diffuso in tutta l'isola del Borneo; attualmente si ritiene che ne sopravvivano solo 50 esemplari.[1] La popolazione più conosciuta risiede nel Sabah. Voci di avvistamenti non confermati, tuttavia, provengono anche dalle aree del Sarawak e del Kalimantan.[19] Questa sottospecie prende il nome da Tom Harrisson, scienziato che negli anni '60 lavorò intensamente a stretto contatto con zoologi e antropologi dell'isola.[20] Questa sottospecie ha dimensioni notevolmente più ridotte rispetto alle altre due;[2]
- il D. s. lasiotis, noto come rinoceronte di Sumatra settentrionale, diffuso un tempo in India e Bangladesh, ma ormai dichiarato estinto in questi Paesi. In base a testimonianze non confermate si sospetta che potrebbe sopravviverne una piccola popolazione nella Birmania, ma la situazione politica del Paese rende impossibile la verifica di tali voci.[21] Il nome lasiotis deriva da un termine greco che vuol dire «orecchie pelose». Studi successivi hanno dimostrato che i ciuffi sulle orecchie di questi animali non erano più lunghi di quelli degli altri rinoceronti di Sumatra, ma D. s. lasiotis rimase una sottospecie a tutti gli effetti, dato che presentava dimensioni notevolmente più grandi delle altre due.[2]

### Evoluzione
I rinoceronti ancestrali si separarono dagli altri Perissodattili nell'Eocene Inferiore. Le analisi del DNA mitocondriale fanno ipotizzare che gli antenati dei rinoceronti moderni si separarono dalla linea evolutiva che avrebbe portato agli Equidi circa 50 milioni di anni fa. L'attuale famiglia, i Rinocerotidi, fece la sua prima comparsa in Eurasia nell'Eocene Superiore e gli antenati delle specie attuali iniziarono a disperdersi nel resto del mondo nel Miocene.
Il rinoceronte di Sumatra è ritenuto la specie più arcaica tra quelle oggi presenti e mostra molti tratti in comune con i suoi antenati del Miocene. I resti fossili fanno datare la comparsa del genere Dicerorhinus al Miocene Inferiore, 23 – 16 milioni di anni fa. La datazione molecolare fa suggerire l'allontanamento di Dicerorhinus dalle altre quattro specie esistenti a non più di 25,9 ± 1,9 milioni di anni fa. Per spiegare le relazioni tra il rinoceronte di Sumatra e le altre specie attuali sono state fatte tre ipotesi. Una di queste sostiene che il rinoceronte di Sumatra sia maggiormente imparentato con i rinoceronti neri e bianchi dell'Africa, come testimonierebbe la presenza di due corni invece che di uno. Altri tassonomi considerano il rinoceronte di Sumatra un sister taxon dei rinoceronti indiano e di Giava, a causa degli areali così sovrapposti o vicini. Una terza ipotesi di pensiero, più recente, ipotizza tuttavia la presenza di tre lignaggi separati, le due specie africane, le due asiatiche e il rinoceronte di Sumatra, separatisi tra loro intorno ai 25,9 milioni di anni fa; quale gruppo si sia separato dagli altri per primo, tuttavia, non è ancora noto.
A causa dell'aspetto così simile, in passato si credeva che il rinoceronte di Sumatra fosse imparentato da vicino con il rinoceronte lanoso (Coelodonta antiquitatis). Quest'ultimo, chiamato così per il folto mantello così simile a quello del rinoceronte di Sumatra, fece la sua prima comparsa in Cina e durante il Pleistocene superiore si diffuse su tutto il continente eurasiatico, dalla Corea alla Spagna. Sopravvisse all'ultima era glaciale, ma, come il mammut lanoso, scomparve completamente circa 10.000 anni fa. Malgrado alcune differenze morfologiche, recenti analisi molecolari hanno supportato l'ipotesi che le due specie siano sister taxa. Molti resti fossili sono stati attribuiti a specie appartenenti a Dicerorhinus, ma attualmente ne sopravvive solo una.

## Descrizione

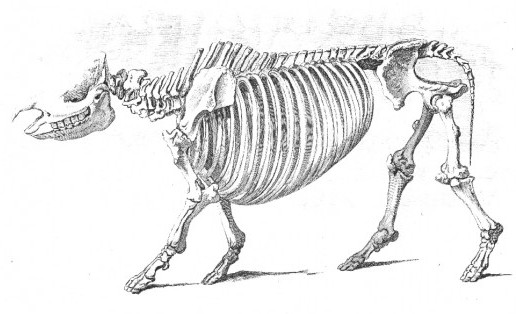
Lo scheletro del rinoceronte di Sumatra

Un rinoceronte di Sumatra adulto misura 120 – 145 centimetri di altezza al garrese, è lungo 250 centimetri e pesa 500 – 800 chilogrammi, sebbene alcuni esemplari allevati negli zoo possano raggiungere anche i 1000 chilogrammi. Come le specie africane, è dotato di due corni. Il più grande è quello situato sul naso; è lungo generalmente solo 15 – 25 centimetri, ma in un caso documentato ha raggiunto gli 81 centimetri. Il corno posteriore è molto più piccolo, non supera quasi mai i 10 centimetri, e spesso non è altro che un moncone. Il corno sul naso viene detto anche corno anteriore, mentre quello più piccolo viene detto frontale. Il colore di questi corni è grigio scuro o nero. I maschi hanno corni più lunghi delle femmine, sebbene per il resto non sia presente dimorfismo sessuale. In natura il rinoceronte di Sumatra può vivere per 30 – 45 anni, mentre il record di sopravvivenza in cattività è attribuito a una femmina della sottospecie lasiotis, la quale morì a 32 anni e 8 mesi di età presso lo Zoo di Londra nel 1900.
Sul corpo, dietro le zampe anteriori e prima di quelle posteriori, sono presenti due pieghe di pelle spessa. Un'altra piega più piccola è situata intorno al collo. Anche la pelle stessa è molto spessa, 10 – 16 mm, e almeno in natura sembra che non sia presente alcuna sorta di grasso sottocutaneo. Il pelo può essere sia fitto (soprattutto negli esemplari giovanissimi) che rado, e solitamente è di color marrone-rossastro. In natura è molto difficile notarlo, poiché i rinoceronti sono spesso ricoperti di fango. In cattività, invece, diventa più folto e si fa più ispido, probabilmente perché non lo strofina camminando attraverso la fitta vegetazione. Due ciuffi di peli più lunghi si trovano attorno alle orecchie e alla fine della coda. Come tutti i rinoceronti, anche quello di Sumatra ha la vista molto scarsa. Tuttavia, è piuttosto veloce e agile; si arrampica facilmente sui terreni montuosi e valica con comodità pendici scoscese e argini fluviali.

## Distribuzione e habitat

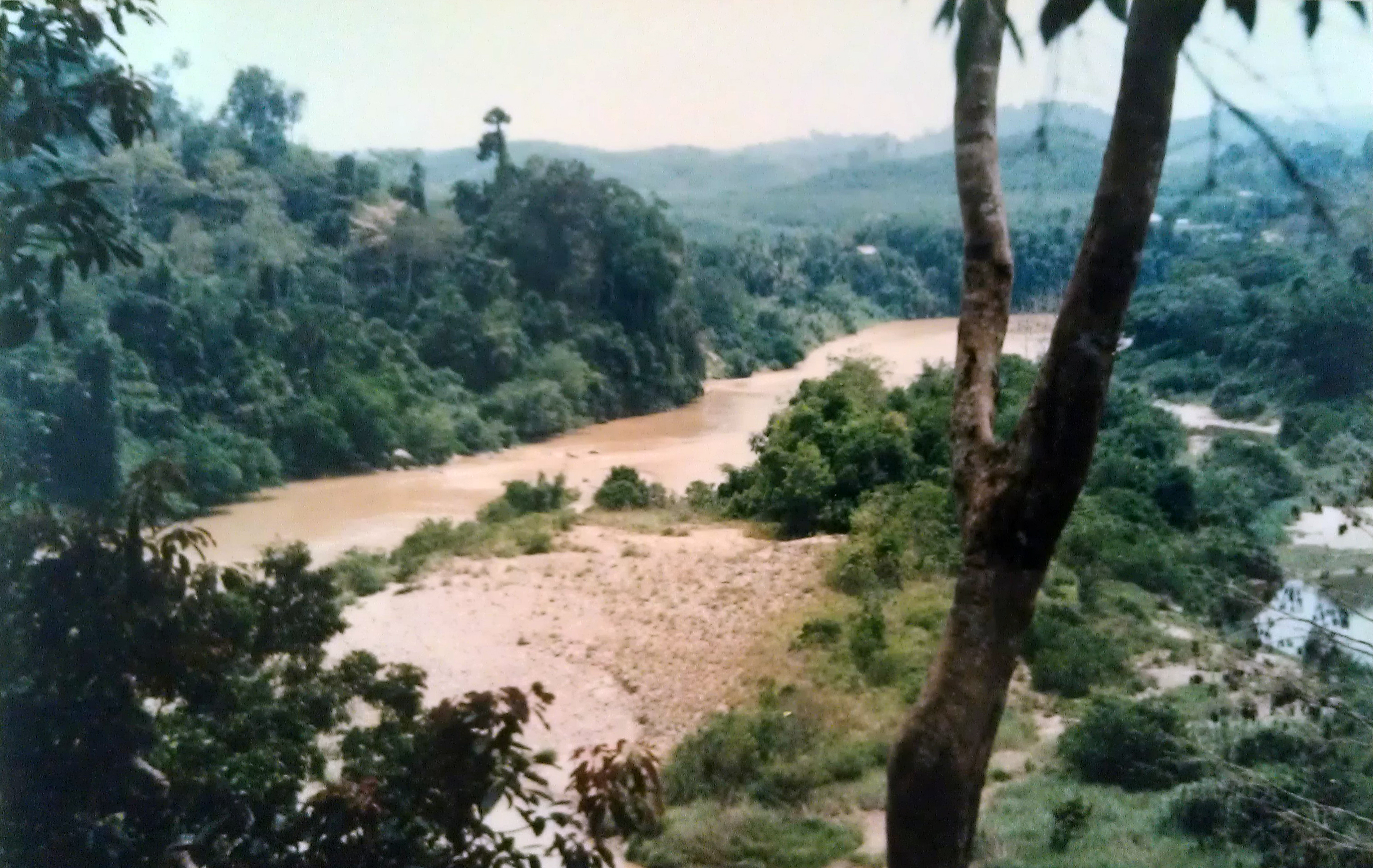
Il Parco Nazionale di Taman Negara ospita l'unica concentrazione di rinoceronti di Sumatra dell'Asia continentale

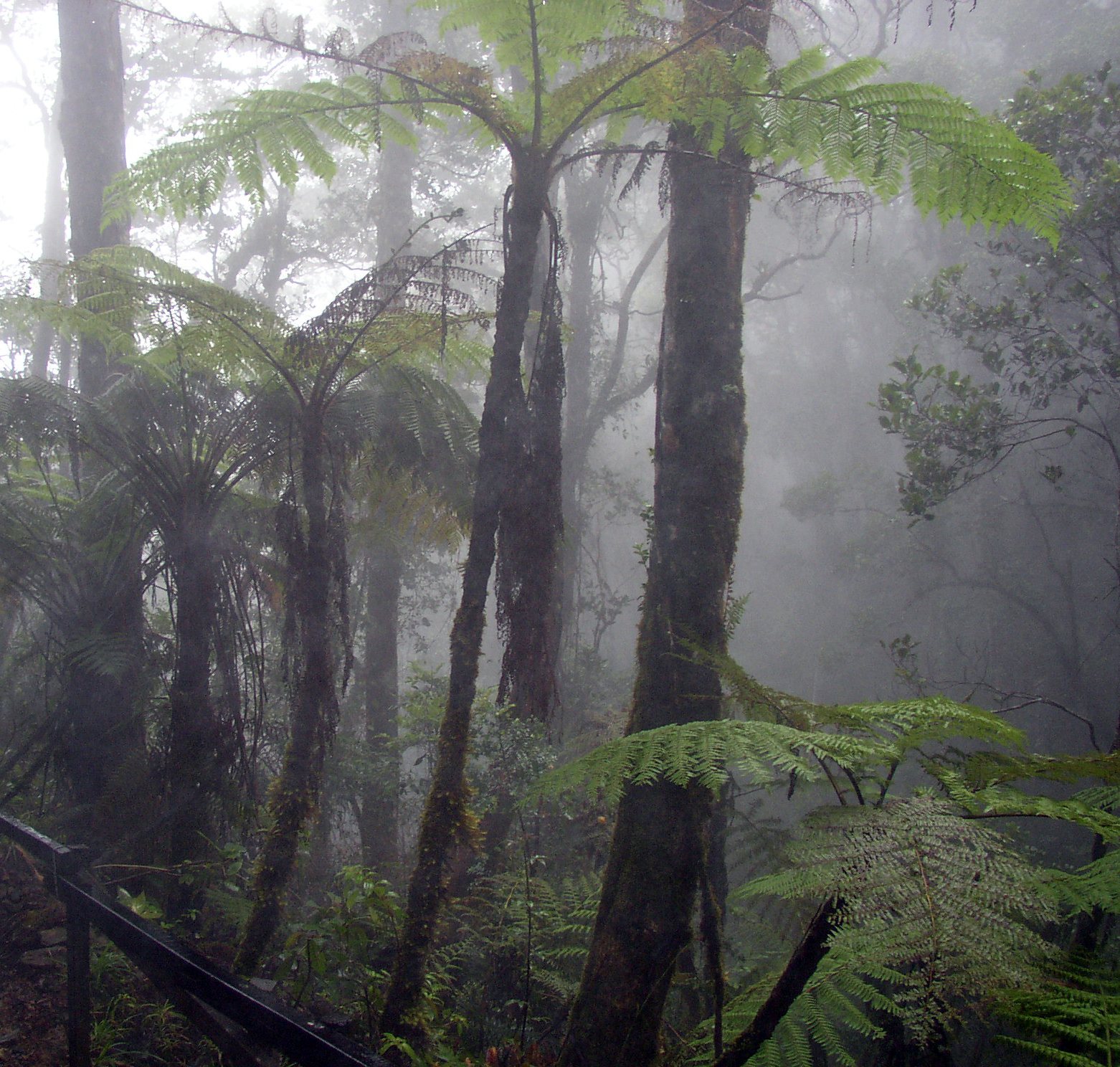
Una foresta della nebbia nel Sabah (Borneo)

Il rinoceronte di Sumatra vive nelle foreste pluviali secondarie, sia di pianura che di montagna, nelle paludi e nelle foreste della nebbia. Predilige le regioni collinari vicine all'acqua, soprattutto vallate circondate da ripidi pendii con un fitto sottobosco. Un tempo il suo areale si spingeva senza interruzioni verso nord, fino alla Birmania, all'India orientale e al Bangladesh. Testimonianze non confermate lo riferivano presente anche in Cambogia, Laos e Vietnam. Attualmente la sua presenza è accertata solamente nella Malaysia peninsulare, sull'isola di Sumatra e nel Sabah (Borneo). Alcuni conservazionisti sperano che qualche esemplare sopravviva ancora nella Birmania, ma tale ipotesi sembra piuttosto remota. I tumulti politici all'interno del Paese hanno finora impedito qualsiasi sopralluogo o studio dei possibili esemplari sopravvissuti.
Il rinoceronte di Sumatra è presente nel proprio areale in modo discontinuo, molto di più degli altri rinoceronti asiatici, il che rende difficilissimo ai conservazionisti proteggere effettivamente i pochi esemplari rimasti. Sono note solamente sei aree in cui questo colosso sopravvive in maniera più consistente: i parchi nazionali di Bukit Barisan Selatan, Gunung Leuser, Kerinci Seblat e Way Kambas a Sumatra, il Parco Nazionale di Taman Negara nella Malesia peninsulare e la riserva naturale di Tabin nel Sabah (Malaysia), sull'isola del Borneo.
L'analisi genetica delle varie popolazioni ha permesso l'identificazione di tre differenti linee genetiche di rinoceronte di Sumatra. Il canale tra Sumatra e la Malaysia non ha costituito una barriera insormontabile per queste creature quanto i Monti Barisan; per questa ragione i rinoceronti della regione orientale di Sumatra sono molto più simili geneticamente a quelli della Malesia peninsulare che non a quelli della regione occidentale dell'isola. Queste due popolazioni mostrano una così scarsa variabilità genetica che probabilmente sono rimaste unite tra loro per tutto il Pleistocene. Le popolazioni di Sumatra e Malesia, tuttavia, sono abbastanza simili tra loro da non fare risultare problematico un possibile incrocio tra le due. I rinoceronti del Borneo, invece, sono così diversi dagli altri che i conservazionisti genetici si sono già mossi per evitare possibili incroci che potrebbero modificarne il patrimonio genetico. Questi studiosi hanno recentemente iniziato a studiare la diversità del patrimonio genetico all'interno di queste popolazioni, individuando vari microsatelliti. I primi risultati delle analisi hanno riscontrato livelli di variabilità all'interno delle popolazioni di rinoceronte di Sumatra paragonabili a quelli trovati nei più numerosi rinoceronti africani, ma lo studio della diversità genetica di questa specie è tuttora in atto.

## Biologia
Tranne che nel periodo del corteggiamento e dell'allevamento dei piccoli, il rinoceronte di Sumatra è una creatura solitaria e territoriale. I territori dei maschi possono estendersi anche per 50 km2, mentre quelli delle femmine sono vasti generalmente 10 – 15 km2. I territori delle femmine sembrano essere sempre ben distanziati tra loro; quelli dei maschi, invece, tendono spesso a sovrapporsi. Sembra che i rinoceronti di Sumatra non combattano mai tra loro per difendere i propri territori. I confini del territorio vengono segnalati grattando il suolo con le zampe, piegando alberelli in modo caratteristico e depositando cumuli di escrementi. Il rinoceronte di Sumatra è più attivo nei momenti in cui si nutre, all'alba e poco dopo il crepuscolo. Trascorre il giorno rinfrescandosi in pozze di fango o riposando. Durante la stagione delle piogge si sposta verso altitudini più elevate, per poi fare ritorno in pianura nei mesi più freddi.

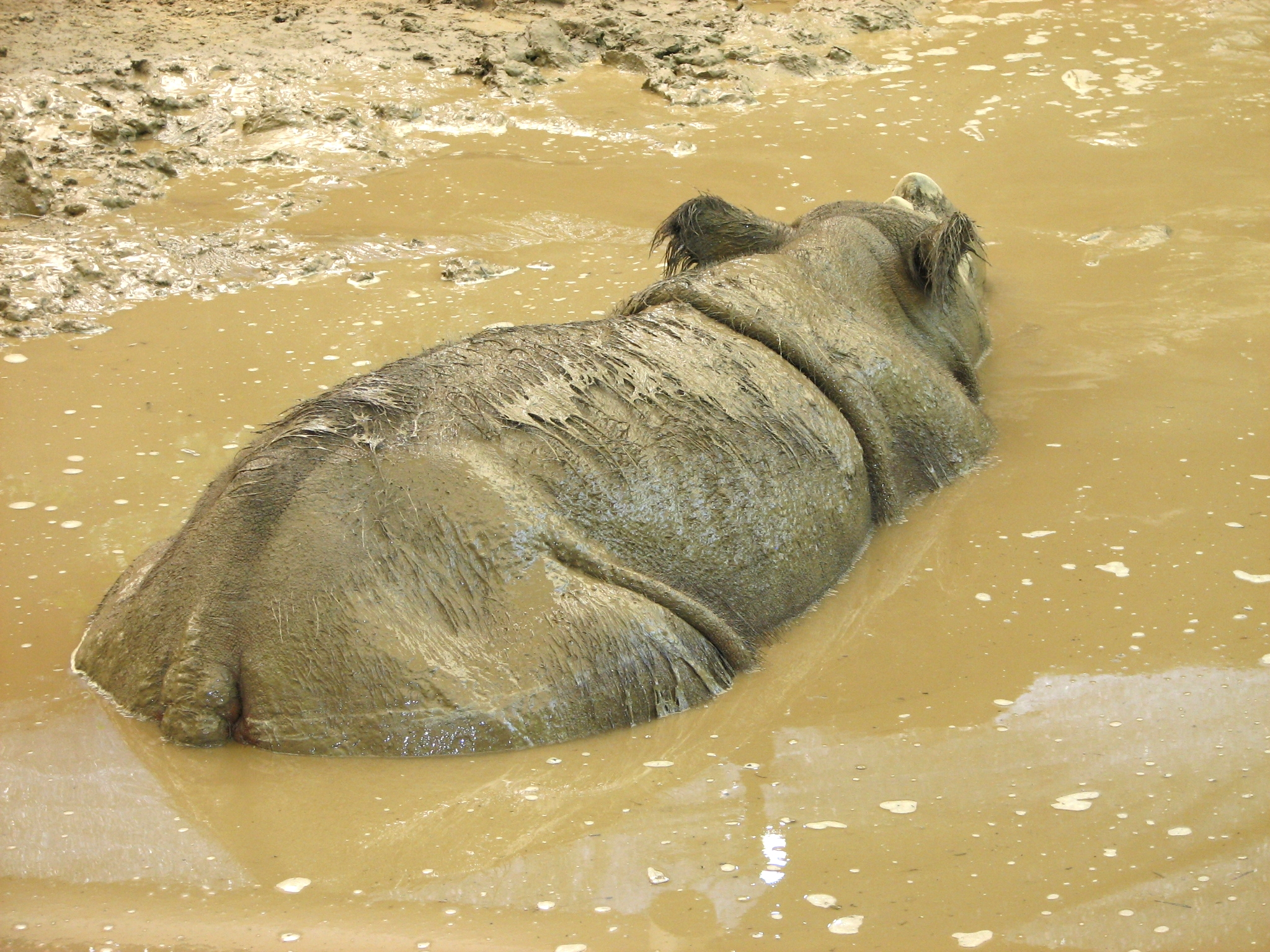
Un rinoceronte di Sumatra in una pozza di fango allo Zoo di Cincinnati

Questa specie trascorre molte ore del giorno stando immersa in pozze di fango. Se queste non sono disponibili, scava profonde depressioni con le zampe e i corni. Così facendo il rinoceronte si mantiene al fresco e protegge la pelle da ectoparassiti e altri insetti. Gli esemplari in cattività, privati della possibilità di fare questi bagni quotidiani, hanno rapidamente sviluppato screpolamento e infiammazione della pelle, suppurazioni, disturbi agli occhi e infiammazioni delle narici; molti di essi, infine, sono morti. Uno studio di 20 mesi sui bagni di fango fatti dal rinoceronte ha dimostrato che questo animale visita non più di tre pozze per volta. Dopo 2 - 12 settimane che utilizza la stessa pozza, il rinoceronte la abbandona. Generalmente il colosso si immerge in questi stagni intorno a mezzogiorno e vi rimane per due o tre ore prima di andare alla ricerca di cibo. Sebbene negli zoo il rinoceronte di Sumatra sia stato visto trascorrere nelle pozze meno di 45 minuti al giorno, gli studi effettuati in natura hanno dimostrato che ogni giorno rimane immerso per 80-300 minuti (in media 166).
Le opportunità di studiare l'epidemiologia del rinoceronte di Sumatra sono molto rare. Nel XIX secolo alcuni esemplari in cattività sono morti a causa di infezioni causate da zecche e Gyrostigma. La specie si è inoltre dimostrata vulnerabile alla surra, una malattia ematica causata dai tripanosomi e trasmessa dai tafani; nel 2004 tutti e cinque gli esemplari presenti al Centro per la Conservazione del Rinoceronte di Sumatra, affetti da questa malattia, morirono dopo un periodo di 18 giorni. Escluso l'uomo, il rinoceronte di Sumatra non ha predatori. Tigri e cuon sono in grado di uccidere i piccoli, ma questi rimangono sempre a stretto contatto con la madre e la frequenza delle uccisioni è sconosciuta. Sebbene l'areale del rinoceronte si sovrapponga a quello di elefanti e tapiri, queste specie non sembrano competere tra loro per il cibo o per l'habitat. Anzi, è noto che gli elefanti (Elephas maximus) e i rinoceronti condividano l'utilizzo degli stessi sentieri, utilizzati a loro volta anche da specie più piccole, come cervi, cinghiali e cuon.
Il rinoceronte di Sumatra mantiene sgombri i sentieri che attraversano il suo territorio. Questi possono essere di due tipi: sentieri principali utilizzati da generazioni di esemplari per spostarsi tra le aree più importanti dell'areale, come i depositi di sale, o tra zone separate da terreni inospitali e sentieri più piccoli, spesso ricoperti dalla vegetazione, utilizzati per spostarsi all'interno delle aree di foraggiamento. Alcuni sentieri intersecano fiumi profondi anche 1,5 metri e larghi 50 metri. Spesso la corrente di questi fiumi è molto forte, ma il rinoceronte è un ottimo nuotatore. Nelle aree popolate dai rinoceronti, la relativa assenza di pozze di fango nelle vicinanze dei fiumi indica che spesso questi animali fanno il bagno nel fiume invece del classico bagno di fango.

### Alimentazione
Il rinoceronte di Sumatra si nutre soprattutto poco prima del crepuscolo e nelle ore del mattino. È un brucatore e la sua dieta è composta da giovani alberelli, foglie, frutti, ramoscelli e germogli. Ogni esemplare può consumare fino a 50 chilogrammi di cibo al giorno. I ricercatori hanno identificato più di 100 specie di vegetali consumate da questa specie, soprattutto grazie all'analisi delle deiezioni. La maggior parte della dieta è composta da giovani alberelli con un diametro del tronco di 1-6 centimetri. Generalmente il rinoceronte schiaccia questi arboscelli con il peso del corpo, camminandoci sopra, per poi mangiarne le foglie. Molte delle specie consumate si trovano solo in percentuali molto basse, il che indica che il rinoceronte varia molto la dieta e la nutrizione a seconda delle località. Tra le piante più comuni ricordiamo molte specie appartenenti alle famiglie di Euforbiacee, Rubiacee e Melastomatacee. Le specie più comuni in assoluto, tuttavia, appartengono a Eugenia.
La dieta del rinoceronte di Sumatra è ricca di fibre e piuttosto carente di proteine. Le saline sono molto importanti per la nutrizione dell'animale. Queste si trovano nei pressi di sorgenti calde, infiltrazioni di acqua salata o vulcani di fango. Esse, inoltre, giocano anche un ruolo di importanza sociale: verso le saline, infatti, si dirigono i maschi attratti dall'odore delle femmine in estro. Alcuni rinoceronti, tuttavia, vivono in aree dove le saline non sono molto frequenti; altri, invece, anche se abitano nei pressi di esse, non sono soliti sfruttarle. Forse questi esemplari ricavano i minerali necessari da vegetali che ne sono particolarmente ricchi.

### Comunicazione
Il rinoceronte di Sumatra è la specie più vocale della sua famiglia. Le osservazioni effettuate negli zoo hanno riscontrato che questo animale emette vocalizzi quasi costantemente ed è noto che faccia altrettanto anche in natura. Emette tre tipi di suoni ben distinti: eeps, whales e whistle-blows. L'eep, un breve guaito di un secondo di durata, è il suono più comune. Il whale (balena), chiamato così per la sua somiglianza ai vocalizzi della megattera (vedi: Canto delle balene), è il secondo richiamo più comune ed è quello più simile a un canto. Ha toni variabili e dura 4-7 secondi. Il whistle-blow (fischio-scoppio) viene detto così perché consiste in una sorta di fischio di due secondi seguito immediatamente da uno scoppio d'aria. È il vocalizzo più rumoroso, tanto da fare vibrare le sbarre di ferro dei recinti degli zoo dove i rinoceronti vengono studiati. Lo scopo di questi vocalizzi è sconosciuto, ma, sulla base dei suoni emessi da altri ungulati, è stato ipotizzato che possano comunicare un pericolo, la disponibilità sessuale o semplicemente segnalare la presenza. Il whistle-blow può essere udito a grande distanza perfino nella fitta boscaglia dove il rinoceronte di Sumatra è solito vivere. Un vocalizzo della stessa intensità emesso dagli elefanti si è rivelato udibile anche a 9,8 km di distanza e si ritiene che anche il whistle-blow possa avere la stessa caratteristica. Talvolta questo rinoceronte gira attorno ad alberelli dei quali non si nutre. Si ritiene che anche queste rotazioni, effettuate quasi sempre dove si intersecano due sentieri, costituiscano una qualche forma sconosciuta di comunicazione.

### Riproduzione
Le femmine di rinoceronte di Sumatra divengono sessualmente mature all'età di 6-7 anni, mentre i maschi lo diventano attorno ai 10. Il periodo di gestazione è di circa 15-16 mesi. Il piccolo, che pesa alla nascita circa 40–60 kg, è svezzato dopo circa 15 mesi, ma trascorre i primi 2-3 anni di vita in compagnia della madre. In natura, l'intervallo tra una nascita e l'altra è stato stimato a circa 4-5 anni; l'allevamento dei piccoli allo stato selvatico, comunque, non è mai stato studiato.
Grazie agli studi in cattività, conosciamo molto bene le abitudini riproduttive del rinoceronte di Sumatra. L'approccio sessuale inizia con un corteggiamento caratterizzato da incremento delle vocalizzazioni, sollevamento della coda, frequenti minzioni e aumento del contatto fisico: sia il maschio che la femmina si danno piccoli colpetti con il muso sulla testa e sui genitali. Il rituale di corteggiamento è molto simile a quello osservato nel rinoceronte nero. Spesso i giovani maschi di rinoceronte di Sumatra sono troppo aggressivi nei confronti delle femmine e nel corso del corteggiamento possono ferirle o perfino ucciderle. In natura una femmina può fuggire via dalle attenzioni di un maschio troppo aggressivo, ma nei piccoli recinti dei giardini zoologici questo non è possibile; l'impossibilità di scappare dai maschi aggressivi può avere contribuito in parte allo scarso successo dei programmi di riproduzione in cattività.
In base alle osservazioni è stato visto che il periodo di estro, durante il quale la femmina è ricettiva nei confronti del maschio, dura circa 24 ore e si ripete ogni 21 - 25 giorni. Gli esemplari dello Zoo di Cincinnati sono stati visti copulare per 30-50 minuti, proprio come i rinoceronti di altre specie; gli studiosi del Centro per la Conservazione del Rinoceronte di Sumatra, in Malesia, hanno invece osservato copule più brevi. Dal momento che gli accoppiamenti allo Zoo di Cincinnati hanno portato spesso al concepimento e siccome molti altri rinoceronti hanno periodi copulatori piuttosto lunghi, si ritiene che i rapporti prolungati facciano parte del comportamento naturale della specie. Sebbene i ricercatori siano riusciti a fare accoppiare con successo coppie di rinoceronti di Sumatra, tutte le gravidanze sono fallite per vari motivi, fino al 2001, anno della prima nascita in cattività di un esemplare di questa specie; gli studi effettuati allo Zoo di Cincinnati hanno scoperto che l'ovulazione è indotta dall'accoppiamento e che questa specie ha inoltre livelli di progesterone non valutabili. Il successo del 2001 è stato ottenuto somministrando a una femmina gravida del progestinico supplementare.

## Conservazione
Un tempo il rinoceronte di Sumatra era piuttosto numeroso in tutta l'Asia sud-orientale. Attualmente si stima che ne siano rimasti solamente 275 esemplari. Sebbene non sia così raro quanto quello di Giava, ha subito notevolmente gli effetti del bracconaggio e della distruzione dell'habitat e le popolazioni rimaste sono piccole e frammentate; i rinoceronti di Giava, d'altro canto, appartengono tutti a un'unica numerosa popolazione localizzata nella penisola giavanese di Ujung Kulon. Mentre il numero dei rinoceronti di Ujung Kulon è rimasto relativamente stabile, si ritiene che quello dei rinoceronti di Sumatra continui a diminuire. Il suo attuale status di specie in pericolo critico è dovuto soprattutto al bracconaggio e alla distruzione delle foreste pluviali. Gran parte del suo areale è attualmente situato sulle inaccessibili aree montuose dell'Indonesia.
Il bracconaggio, sebbene non costituisca una minaccia importante come per le specie africane (in termini di numero di animali uccisi), è un fattore di rischio da non sottovalutare, poiché i commercianti ritengono che se la specie divenisse via via più rara, il prezzo del suo corno, stimato oggi a 30.000 $ il chilo, salirebbe a cifre ulteriormente elevate. I cacciatori europei non hanno mai cacciato intensamente questa specie. Il rinoceronte di Sumatra è difficile da avvistare e da cacciare (un ricercatore sul campo trascorse sette settimane in un rifugio su un albero nei pressi di una salina senza mai avvistarne uno), così i bracconieri sono costretti a utilizzare trappole con lance e buche nel terreno. Negli anni '70 venne documentato, tra gli indigeni di Sumatra, l'utilizzo di varie parti del corpo del rinoceronte; il corno, per esempio, veniva usato come amuleto, dal momento che si credeva proteggesse dai veleni. La carne essiccata veniva usata come farmaco contro diarrea, lebbra e tubercolosi. L'«olio di rinoceronte», una miscela ottenuta lasciando immerso per alcune settimane un cranio di questo animale nell'olio di cocco, veniva utilizzato come trattamento per le malattie della pelle. Non è chiaro se l'esistenza di queste pratiche e la credenza in esse persista tuttora. In passato si credeva che il corno di rinoceronte venisse usato come afrodisiaco, ma non è così: la medicina tradizionale cinese, infatti, non l'ha mai utilizzato per tale scopo.
Le foreste pluviali di Indonesia e Malesia, rifugio del rinoceronte di Sumatra, sono anche oggetto delle mire delle compagnie di legname, legali e illegali, a causa della qualità dei legni duri ivi presenti. Essenze rare come il merbau (Intsia bijuga), il meranti (gen. Shorea) e il semaram (gen. Palaquium) sono molto quotati, fino a 1800 $ il m3, sul mercato internazionale. Applicare le leggi contro il disboscamento illegale è difficilissimo, poiché gli uomini vivono all'interno o nelle vicinanze delle stesse foreste abitate dal rinoceronte. Il Maremoto dell'oceano Indiano del 2004 è stato usato come pretesto per giustificare nuovi abbattimenti. Sebbene i legni duri delle foreste pluviali dove sopravvivono gli ultimi rinoceronti di Sumatra vengano immessi sul mercato internazionale e non utilizzati localmente, il numero delle richieste di abbattimento è aumentato drammaticamente a causa dello tsunami.

### In cattività

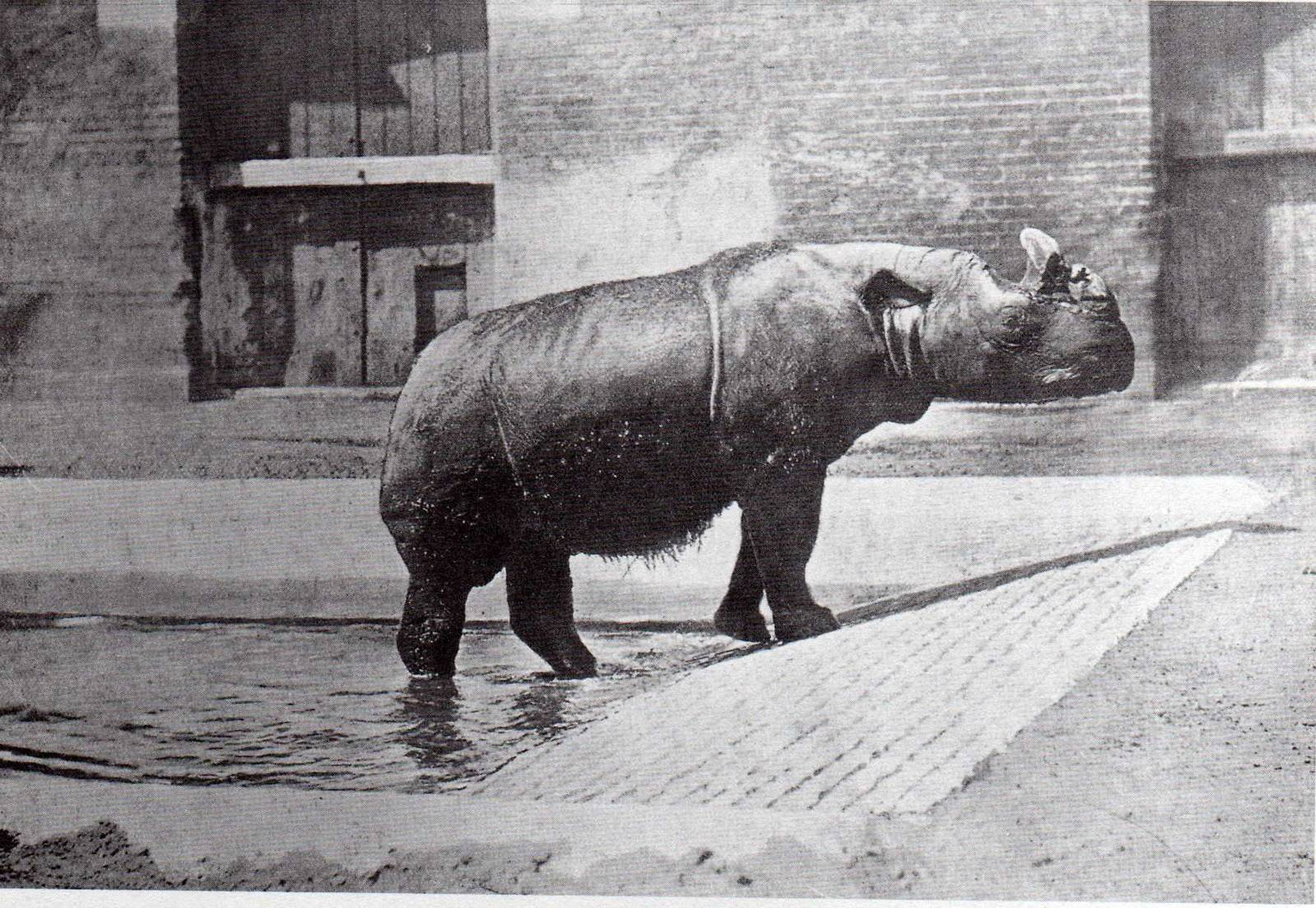
La femmina di D. s. lasiotis "Begum", ospitato allo zoo di Londra dal 15 febbraio 1872 al 31 agosto 1900

Sebbene sia sempre stato raro il rinoceronte di Sumatra è un ospite occasionale degli zoo da quasi un secolo e mezzo. Lo zoo di Londra acquistò due di questi animali nel 1872. Uno di essi, una femmina chiamata Begum, era stata catturata nei pressi di Chittagong nel 1868 e sopravvisse in cattività fino al 1900, facendo registrare il record di maggior longevità in cattività per la sua specie. Nello stesso periodo Philip Lutley Sclater, segretario della Società Zoologica di Londra, citava come primo rinoceronte di Sumatra allevato in cattività un esemplare presente presso il Giardino Zoologico di Amburgo già dal 1868. Prima dell'estinzione della sottospecie Dicerorhinus sumatrensis lasiotis, almeno sette esemplari a essa appartenenti vennero ospitati presso zoo e circhi. Il rinoceronte di Sumatra, tuttavia, non riusciva a riprodursi al di fuori dell'habitat originario. Un piccolo nacque nel 1889 presso lo Zoo di Calcutta, ma nel corso dell'intero XX secolo nessun rinoceronte di Sumatra sarebbe mai nato in uno zoo. Nel 1972, l'unico esemplare rimasto in cattività, morì allo Zoo di Copenaghen.
Nonostante tutti i fallimenti precedenti, agli inizi degli anni '80 alcune organizzazioni conservative iniziarono un programma di riproduzione in cattività. Tra il 1984 e il 1996, nel corso di questo programma di conservazione ex situ, 40 rinoceronti di Sumatra vennero trasportati dal loro habitat natio in zoo e riserve di tutto il mondo. Sebbene inizialmente le speranze di una buona riuscita fossero alte e malgrado tutti gli studi effettuati sulla specie, alla fine degli anni '90 non era nato ancora alcun piccolo e i sostenitori del programma concordarono all'unanimità che esso era stato un fallimento. Nel 1997, il gruppo di specialisti in rinoceronti asiatici della IUCN, che avevano in passato appoggiato il programma, dichiararono che tale progetto non era stato in grado «nemmeno di mantenere gli animali entro limiti accettabili di mortalità», dato che, oltre a non avere mai dato alla luce un piccolo, venti degli esemplari catturati erano morti. Nel 2004, un'epidemia di surra scoppiata presso il Centro per la Conservazione del Rinoceronte di Sumatra uccise tutti gli esemplari in cattività della Malesia peninsulare.
Negli Stati Uniti, a partire dal 1997, erano rimasti solo tre esemplari: una femmina allo Zoo di Los Angeles, un maschio allo Zoo di Cincinnati e un'altra femmina allo Zoo del Bronx. Per un ultimo tentativo i tre furono trasferiti a Cincinnati. Dopo anni di fallimenti, la femmina di Los Angeles, Emi, rimase incinta per la sesta volta, dopo essersi accoppiata con il maschio Ipuh. Tutte le altre cinque gravidanze precedenti si erano risolte con un nulla di fatto. I ricercatori dello zoo, però, avendo imparato molto dai precedenti fallimenti, sottoposero la femmina a un trattamento a base di ormoni ed Emi finalmente dette alla luce un maschio in piena salute, che venne chiamato Andalas (un termine letterario indonesiano per indicare Sumatra), nel settembre del 2001. Andalas era il primo rinoceronte di Sumatra che nasceva in cattività da 112 anni. Successivamente, il 30 luglio 2004, fu seguito da una femmina, chiamata Suci («pura» in indonesiano). Il 29 aprile 2007 Emi partorì per la terza volta, mettendo al mondo un altro maschio, Harapan («speranza» in indonesiano), soprannominato Harry. Nel 2007 Andalas, ospitato presso lo Zoo di Los Angeles, fece ritorno a Sumatra per prendere parte a un programma di riproduzione insieme ad altre femmine in perfetta salute.
Malgrado i recenti successi ottenuti a Cincinnati, il programma di riproduzione in cattività è rimasto controverso. I suoi sostenitori sostengono che gli zoo hanno aiutato i progetti di conservazione studiando le abitudini riproduttive della specie, rendendo manifesta al pubblico la sua situazione, istruendo i visitatori e donando risorse finanziarie alle associazioni conservative di Sumatra. Secondo gli oppositori, invece, le perdite sono state troppo grandi: il programma è stato troppo costoso e la rimozione di rinoceronti dal loro habitat, seppur temporanea, avrebbe alterato il loro ruolo ecologico; inoltre, essi sostengono che il tasso riproduttivo degli esemplari in cattività non sarà mai elevato quanto quello degli ospiti di un'area naturale ben protetta. Nell'ottobre 2015 Harapan, l'ultimo rinoceronte dell'emisfero occidentale, ha lasciato lo zoo di Cincinnati per tornare in Indonesia.[86]
Nell'agosto 2016, in Malesia erano rimasti solo tre rinoceronti di Sumatra, tutti mantenuti in cattività nello stato orientale di Sabah: un maschio di nome Tam e due femmine di nome Puntung e Iman. Nel giugno 2017, Puntung è stata soppressa a causa di un cancro alla pelle. Tam è morto il 27 maggio 2019 e Iman è morta di cancro il 23 novembre 2019 al Borneo Rhino Sanctuary. La specie si è estinta in Malesia, sua terra natale nel 2019.
In Indonesia, nel frattempo, un settimo rinoceronte ha incrementato il gruppo presso il Sumatran Rhino Sanctuary, in Way Kambas NP. Una femmina è nata il 12 maggio 2016.

## Nella cultura di massa

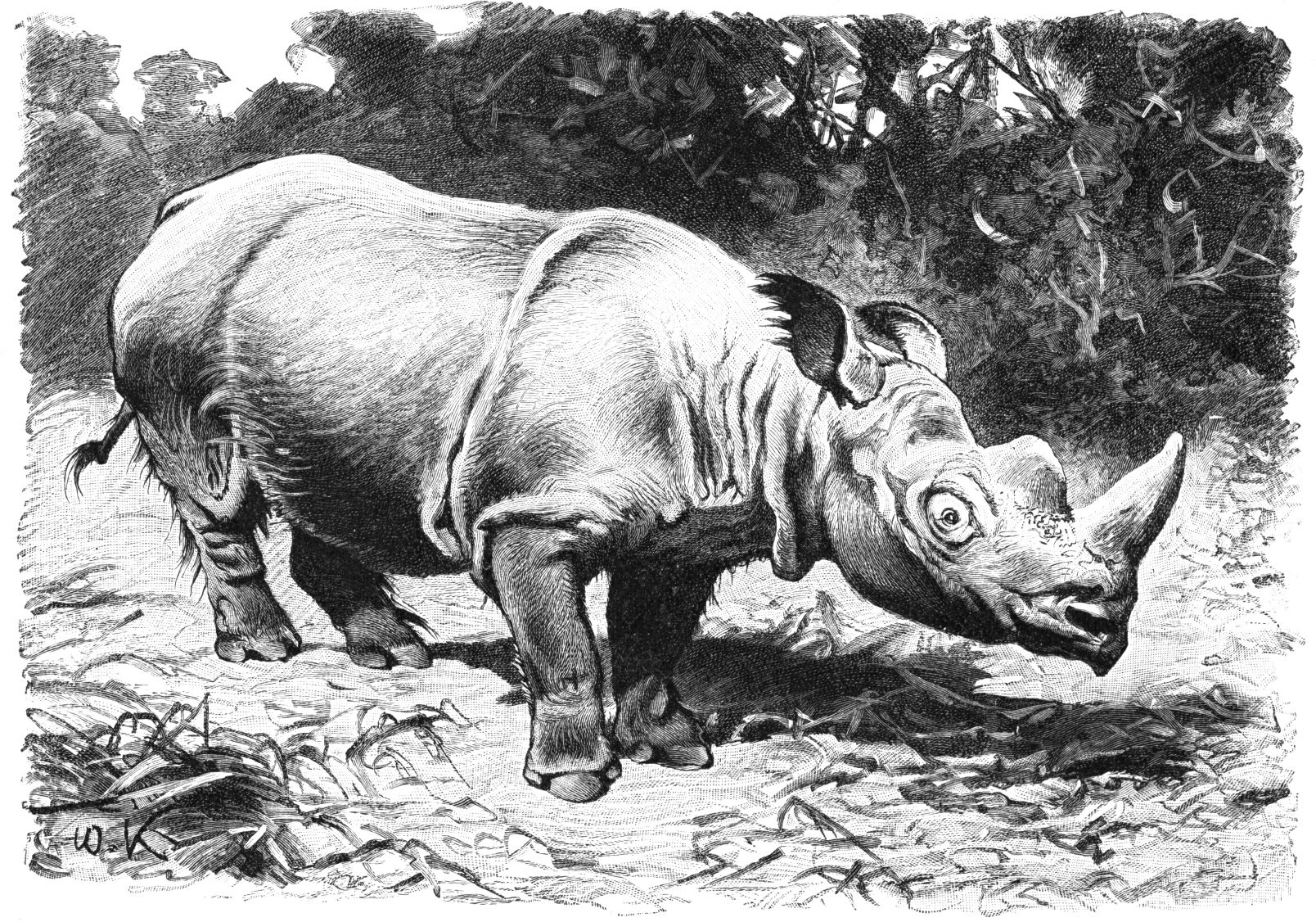
Un rinoceronte di Sumatra in un'illustrazione del 1927

Oltre che per i pochi individui ospitati negli zoo e raffigurati sui libri, il rinoceronte di Sumatra è rimasto poco noto al grande pubblico, essendo stato superato dai più comuni rinoceronti indiani, neri e bianchi. Recentemente, tuttavia, riprese di questa creatura effettuate nel suo habitat naturale e nei centri di riproduzione hanno fatto la loro comparsa in alcuni documentari naturalistici. Le riprese più lunghe possono essere viste nel documentario della Asia Geographic The Littlest Rhino. Il rinoceronte di Sumatra fa la sua comparsa anche in The Forgotten Rhino della Natural History New Zealand, un documentario del 2001 di Alain Compost, che però mostra essenzialmente il rinoceronte di Giava e quello indiano.
Anche se la sua presenza era documentata da escrementi e tracce, le prime immagini di un rinoceronte del Borneo risalgono all'aprile del 2006, quando le trappole fotografiche dei conservazionisti catturarono un adulto in perfetta salute nelle giungle del Sabah, nel Borneo malese. Il 24 aprile 2007 venne annunciato che le fotocamere avevano ripreso anche il primo video mai fatto di un rinoceronte del Borneo in natura. La ripresa, effettuata di notte, mostra un esemplare che mangia, scruta tra il fogliame della giungla e annusa la fotocamera. Il World Wildlife Fund, a cui si devono le riprese, utilizzò il filmato allo scopo di convincere i governanti locali a fare dell'area una zona per la conservazione dei rinoceronti. Da allora il monitoraggio è continuato, grazie all'installazione di cinquanta nuove fotocamere, e nel febbraio del 2010 è stata ripresa anche una femmina gravida.
Tra la metà del XIX secolo e gli inizi del XX i naturalisti e i cacciatori coloniali raccolsero un gran numero di leggende sul rinoceronte di Sumatra. In passato, in Birmania era molto diffusa la credenza che il rinoceronte di Sumatra mangiasse il fuoco. Le leggende raccontano di rinoceronti mangiafuoco che seguono le scie di fumo fino alla loro origine, quasi sempre fuochi degli accampamenti, attaccando i villaggi. Sempre nello stesso Paese si riteneva che il periodo migliore per cacciare questo animale fosse verso i primi di luglio, quando i rinoceronti si riunivano sotto la luna piena. In Malesia si diceva che il corno del rinoceronte era cavo e che poteva essere usato come una sorta di boccaglio per respirare aria e schizzare acqua. In Malesia e a Sumatra un tempo si credeva che il rinoceronte perdesse il suo corno ogni anno e che lo seppellisse sottoterra. In Borneo si diceva che il rinoceronte avesse strane abitudini carnivore: dopo avere defecato in un torrente si voltava e mangiava i pesci che aveva stordito con i suoi escrementi.